# Amblyseius sylvestris
Amblyseius sylvestris är en spindeldjursart som beskrevs av Denmark och Muma 1989. Amblyseius sylvestris ingår i släktet Amblyseius och familjen Phytoseiidae. Inga underarter finns listade i Catalogue of Life.